# Comuna de Wierzchosławice
Wierzchosławice (polaco: Gmina Wierzchosławice) é uma gminy (comuna) na Polónia, na voivodia de Pequena Polónia e no condado de Tarnowski. A sede do condado é a cidade de Wierzchosławice.
De acordo com os censos de 2004, a comuna tem 10 635 habitantes, com uma densidade 142,1 hab/km².

## Área
Estende-se por uma área de 74,84 km², incluindo:
- área agrícola: 48%
- área florestal: 40%

## Demografia
Dados de 30 de Junho 2004:
|                      | Total   | Total | Mulheres | Mulheres | Homens  | Homens |
| -------------------- | ------- | ----- | -------- | -------- | ------- | ------ |
|                      | pessoas | %     | pessoas  | %        | pessoas | %      |
| População            | 10 635  | 100   | 5416     | 50,9     | 5219    | 49,1   |
| Densidade (pop./km²) | 142,1   | 100   | 72,4     | 72,4     | 69,7    | 69,7   |

De acordo com dados de 2002, o rendimento médio per capita ascendia a 1317,82 zł.

## Subdivisões
- Bobrowniki Małe, Bogumiłowice, Gosławice, Kępa Bogumiłowicka, Komorów, Łętowice, Mikołajowice, Ostrów, Rudka, Sieciechowice, Wierzchosławice.

## Comunas vizinhas
- Borzęcin, Radłów, Tarnów, Gmina Tarnów, Wojnicz, Żabno